# Martin Fritz (Floorballspieler)
Martin Fritz (* 30. Juni 1999 in Klagenfurt) ist ein österreichischer Floorballspieler. Derzeit spielt er für den KAC Floorball.

## Karriere
Seit 2011 spielt Martin Fritz für die Jugend des KAC Floorball. Im Jahr 2014, als der Verein ein Farmteam gründete, wurde er dorthin befördert und spielte dort ein Jahr in der zweiten Bundesliga. Zur Saison 2015/16 wurde er zum Kapitän des Farmteams ernannt, das in dieser Saison im Farmteam antrat. Vor den Playoffs 2016 wurden er und sein Alterskollege Maximilian Krömer in den Bundesliga-Kader aufgenommen und debütierten. Im Mai feierte der noch spielberechtigte Kapitän mit seiner Landesligamannschaft den Titelgewinn gegen die Bandyts.